# (4075) Sviridov
(4075) Sviridov es un asteroide perteneciente al cinturón de asteroides, descubierto el 14 de octubre de 1982 por Liudmila Karachkina desde el Observatorio Astrofísico de Crimea (República de Crimea).

## Designación y nombre
Designado provisionalmente como 1982 TL1. Fue nombrado Sviridov en honor a Georgy Sviridov Vasílievich un conocido compositor soviético.